# 343 a. C.
El año 343 a. C. fue un año del calendario romano prejuliano. En el Imperio romano se conocía como el Año del Consulado de Corvo y Arvina (o menos frecuentemente, año 411 Ab urbe condita).

## Acontecimientos
- Comienza la primera guerra samnita entre los samnitas y los romanos.
- El poeta chino Qu Yuan escribe una de las obras maestras de la poesía china: Lisao (Dolor de la lejanía).[1]
- El rey persa Artajerjes III invade Egipto y logra la reconquista y el dominio de todo el territorio.[1]

## Fallecimientos
- Dionisio II de Siracusa, tirano de Siracusa (n. 397 a. C.)